# Maurilio De Zolt
Maurilio De Zolt (né le 29 septembre 1950 à San Pietro di Cadore) est un ancien fondeur italien.

## Palmarès

### Jeux Olympiques
| Épreuve / Édition | Lake Placid 1980 | Sarajevo 1984 | Calgary 1988 | Albertville 1992 | Lillehammer 1994 |
| 10 km             |                  |               |              | 58e              |                  |
| 15 km             | 31e              | 9e            | 6e           |                  |                  |
| 25 km Poursuite   |                  |               |              | DNF              |                  |
| 30 km             | 20e              | 9e            |              |                  | 5e               |
| 50 km             | DNF              | 22e           | Argent       | Argent           | 7e               |
| 4 × 10 km         | 6e               | 7e            | 5e           |                  | Or               |

### Championnats du monde
| Épreuve / Édition | Oslo 1982 | Seefeld 1985 | Oberstdorf 1987 | Lahti 1989 | Val di Fiemme 1991 | Falun 1993 |
| 15 km             | 17e       | Bronze       | 14e             | 12e        | 5e                 |            |
| 30 km             | 13e       |              |                 |            |                    | 8e         |
| 50 km             | 8e        | Argent       | Or              |            | Bronze             | 12e        |
| 4 × 10 km         |           | Argent       |                 |            |                    | Argent     |

### Coupe du monde
- Meilleur classement final: 9e en 1991.
- 1 victoire.